# ديبي ريان
ديبي ريان (بالإنجليزية: Debbie Ryan)‏ هي مدربة كرة سلة أمريكية، ولدت في 4 نوفمبر 1952 في Titusville, New Jersey ‏ في الولايات المتحدة.

## روابط خارجية
- ديبي ريان على موقع قاعة مشاهير كرة السلة للسيدات (الإنجليزية)
- ديبي ريان على موقع كلية كرة السلة في سبورتس رفرنس.كوم (الإنجليزية)
- ديبي ريان على موقع قاعة فرجينيا للمشاهير الرياضية (الإنجليزية)